# Love Devotion Surrender
Love Devotion Surrender — музичний альбом Карлоса Сантани і Джона Маклафліна за участю гуртів Santana і The Mahavishnu Orchestra. Виданий 20 липня 1973 року лейблом Columbia.

## Список пісень
1. «A Love Supreme» (Джон Колтрейн) — 7:48
2. «Naima» (Джон Колтрейн) — 3:09
3. «The Life Divine» (Джон Маклафлін) — 9:30
4. «Let us Go Into the House of the Lord» (традиційна) — 15:45
5. «Meditation» (Джон Маклафлін) — 2:45
6. «A Love Supreme (Take 2)» (Джон Колтрейн) — 7:24
7. "Naima (Take 4) (Джон Колтрейн) — 2:51

## Хіт-паради
| Рік  | Хіт-парад             | Позиція |
| ---- | --------------------- | ------- |
| 1973 | Pop Albums (США)      | 14      |
| 1973 | Pop Albums (Британія) | 7       |